# Дирави, Гина
Гина Дирави (англ. Gina Dirawi; род. 11 декабря 1990, Сундсвалль, Швеция) — шведская теле- и радиоведущая, блогер и комик палестинского происхождения.

## Биография

### Семья и ранние годы
Гина Дирави родилась в 1990 году в шведском городе Сундсвалль. Она была второй из четырёх детей в семье. Семья Дирави переехала в Швецию из Ливана. Отец Гины получил образование в Сундсвалле, после чего вернулся в Ливан и женился на её матери. Её дед до своей смерти в марте 2011 года был имамом Сундсвалля.
В старшей школе Гина изучала естественные науки, после чего окончила курсы политологии и риторики в Университете Средней Швеции. С 2010 года Гина живёт в Стокгольме.

### Карьера
Свою карьеру Гина начала в качестве блогера в марте 2009 года. Свой блог она вела под ником Ana Gina, что в переводе с арабского означает «Я Гина». В августе того же года она начала вести видеоблог. В своём видеоблоге Гина сатирически изображает стереотипные персонажи шведской и арабской культуры. Она продолжала набирать популярность, размещая свои видеоролики на YouTube. По состоянию на октябрь 2013 года её видеоролики имеют более 15 млн просмотров.
В 2009 году Дирави приняла участие в кастинге для музыкального реалити-шоу Idols на телеканале TV4, дошла до финального прослушивания, однако не была выбрана.
С февраля по август 2010 года Гина работала мобильным репортёром на радиостанции P4 Västernorrland, а с 18 августа 2011 года стала ведущей популярной программы Sommar на радиостанции P1. Летом 2012 года Дирави вела программу Hallå i P3 на Шведском радио, во время которой брала интервью у знаменитостей. В 2012 году она также была соведущей программы Musikhjälpen.
В 2013 году Гина вместе с Дэнни Сауседо была ведущей музыкального конкурса Melodifestivalen 2013, на котором определялся представитель от Швеции на конкурс песни Евровидение, а также была комментатором конкурса Евровидение 2013.
В августе 2013 года Гина Дирави присоединилась к интернет-кампании «Протест в хиджабе», которая была организована в поддержку избитой в Стокгольме мусульманки, шедшей по улице в традиционной одежде.